# Sequim (Washington)
Sequim je grad u američkoj saveznoj državi Washington. Prema popisu stanovništva iz 2010. u njemu je živjelo 6.606 stanovnika.